# Motorola i1
El Motorola i1 es un teléfono inteligente habilitado para Internet de Motorola, con el sistema operativo Android diseñado por Google. El Motorola i1 es el primer teléfono inteligente Android para redes basadas en iDEN, que utilizan la tecnología 2G en lugar de las  modernas redes CDMA y GSM, y sólo admiten velocidades de datos de hasta 19,2 kbps. El Motorola i1 también utiliza Wi-Fi para acceder a Internet a altas velocidades.
Se anunció el 23 de marzo de 2010, y puso en marcha con Boost Mobile el 20 de junio de 2010, por un precio de $ 350 dlls. [3] sin un contrato.
El Motorola i1 está disponible en los Estados Unidos para Boost Mobile, Sprint Nextel, y SouthernLINC, en Canadá por Telus (Mike) y en México y otros países de América Latina para Nextel.